# Marģers Skujenieks

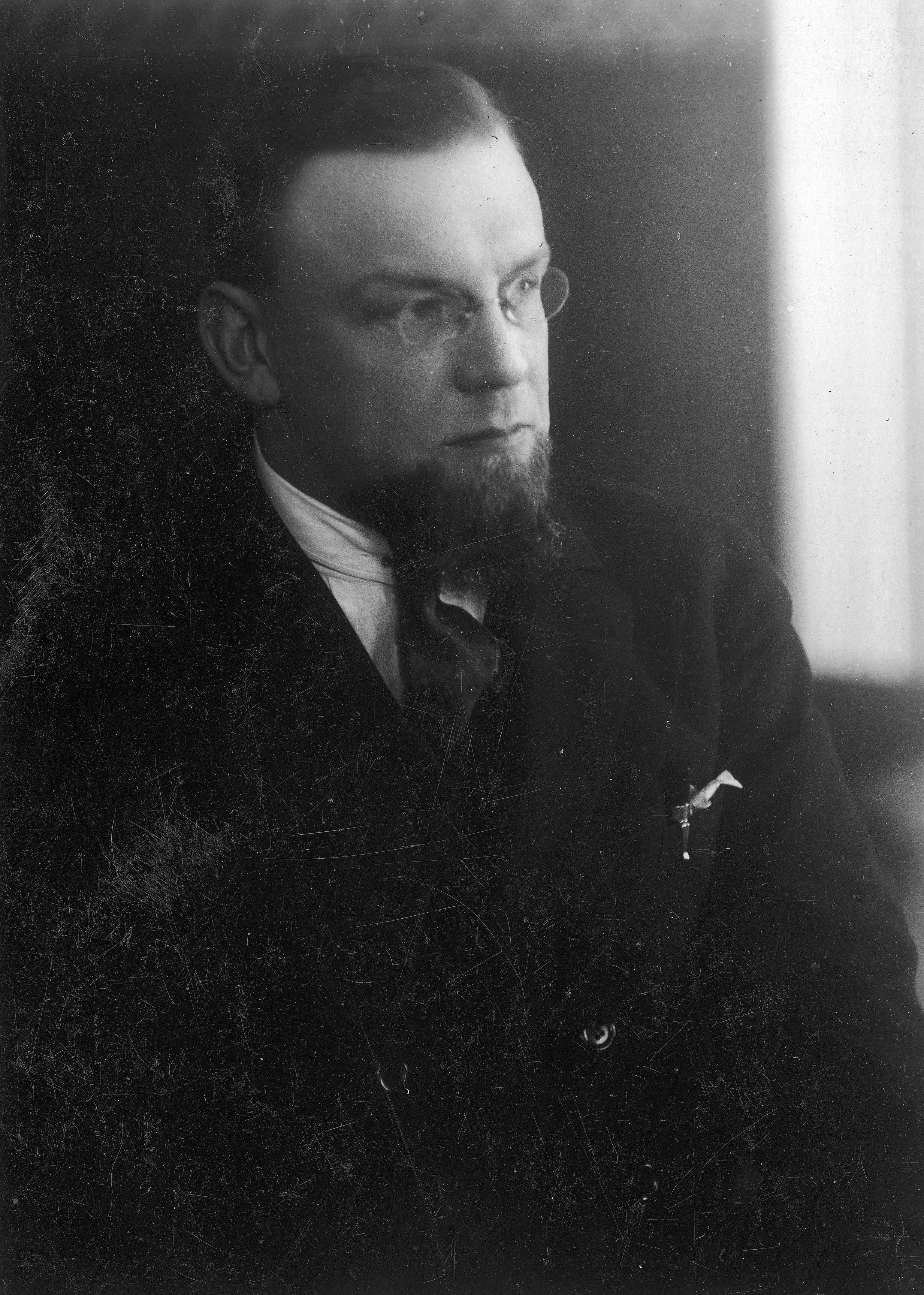
Marģers Skujenieks (1926 oder 1927)

Marģers Skujenieks (* 10. Junijul. / 22. Juni 1886greg. in Riga; † 1941 in Russland) war ein lettischer Politiker der Lettischen Sozialdemokratischen Arbeiterpartei (Latvijas Sociāldemokrātiskā Strādnieku Partija) und zweimaliger Ministerpräsident.

## Biographie

### Studium und berufliche Laufbahn
Noch als Schüler an einem Realgymnasium nahm er an der Russischen Revolution 1905 teil. Im Anschluss daran absolvierte er ein Studium der Statistik in Moskau, das er 1911 abschloss. Noch während seiner Studentenzeit setzte er sich für die Unabhängigkeit des Baltikums ein. Als Statistiker erwarb er sich weithin Beachtung, insbesondere als Direktor des Staatlichen Statistikbüros (Latvijas Statistika) am 1. September 1919 und auch noch aufgrund der Veröffentlichung des Lettischen Statistikatlas von 1938 (Latvijas statistikas atlass).

### Abgeordneter
Seine eigentliche politische Laufbahn begann er als Mitglied des Lettischen Volksrates (Tautas padome), der am 18. November 1918 die Unabhängigkeit Lettlands erklärte. 1919 gehörte er als Mitglied der lettischen Delegation auf der Versailler Friedenskonferenz an.
Im April 1920 wurde er zum Mitglied der Verfassungsgebenden Versammlung (Satversmes sapulce) gewählt. Im Oktober 1922 folgte seine Wahl zum Abgeordneten des Parlaments (Saeima), in dem er bis zum Mai 1934 die Interessen der Lettischen Sozialdemokratischen Arbeiterpartei (Latvijas Sociāldemokrātiskā Strādnieku Partija) vertrat.

### Ministerpräsident
Am 19. Dezember 1926 wurde er als Nachfolger von Arturs Alberings zum ersten sozialdemokratischen Ministerpräsidenten ernannt. Als solcher war er in seiner bis zum 23. Januar 1928 dauernden Amtszeit zugleich auch Innenminister. Nachfolger als Ministerpräsident wurde am darauf folgenden Tag Pēteris Juraševskis. Während seiner Amtszeit wurde 1927 ein Handelsabkommen mit der UdSSR geschlossen.
Nach der Parlamentswahl vom Oktober 1931 wurde er als Nachfolger von Kārlis Ulmanis am 6. Dezember 1931 erneut Ministerpräsident. Er amtierte bis zum 23. März 1933. Vom 21. Februar 1932 bis zum Ende seiner Amtszeit war er zugleich Finanzminister sowie zeitweise amtierender Außenminister. Am 5. Februar 1932 schloss er in Riga mit der UdSSR einen Nichtangriffspakt. Sein Nachfolger als Ministerpräsident wurde Ādolfs Bļodnieks.

### Stellvertretender Ministerpräsident, Sportfunktionär und Tod
In dem von Ulmanis am 17. März 1934 errichteten autoritären Regime war er bis zum 16. Juni 1938 Stellvertretender Ministerpräsident. Zugleich war er Vorsitzender des Sportverbandes sowie Präsident des Nationalen Olympischen Komitees. Nach der Vereinigung der Ämter des Minister- und des Staatspräsidenten in der Person von Ulmanis durch die Änderung der Verfassung Lettlands (Satversme) 1936 ging er mehr und mehr auf Distanz zu Ulmanis.
Nach der Okkupation Lettlands durch die Rote Armee 1940 wurde er verhaftet und in der Sowjetunion interniert, wo er bald darauf umkam.